# Коналл I
Коналл I (*Conall mac Taidg, д/н — бл. 807) — король піктів у 787—789 роках, король Дал Ріади у 805—807 років (як Коналл III).

## Життєпис
Родовід Коналла невідомий, взагалі про нього відомо вкрай мало. Згадується, що батьком Коналла був Тадг. Ймовірно, в 787 році повалив короля Друста VIII. «Аннали Ольстера» повідомляють, що в 789 році Коналл зазнав поразки від Каустантіна.
Можливо, він втік до Дал Ріад, де піднісся і незабаром став королем. Під 807 роком Аннали Ольстера повідомляють про те, що Конал мак Тадг був розбитий Коналом мак Айданом в битві при Кінтайрі.